# افراد چند نژادی

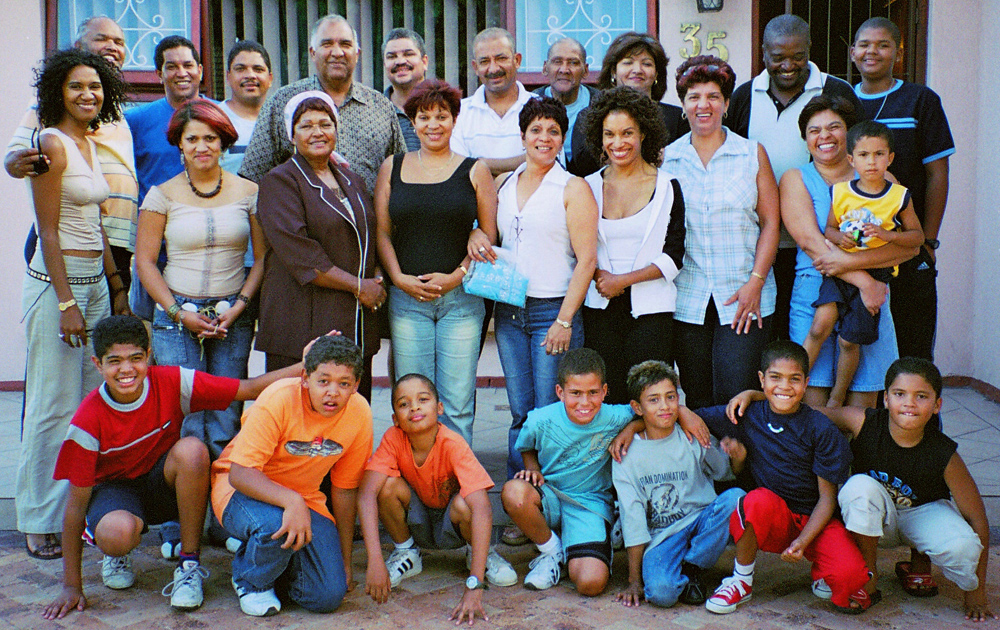
این عکسی از یک خانواده مخلوط نژادی گسترده است که ریشه در کیپ تاون، کیمبرلی و پرتوریا (آفریقای جنوبی) دارند. این عکس در تورنتون، کیپ تاون در کریسمس 2000 گرفته شده است.

افراد چند نژادی (به انگلیسی: Multiracial people) افرادی از بیش از یک نژاد (انسان) یا قومیت هستند. (با این حال، مفهوم «نژاد» که در مورد انسان‌ها به کار می‌رود، از قرن بیستم به عنوان نمونه ای از شبه‌علم در نظر گرفته می‌شود. اصطلاحات مختلفی هم در تاریخ و هم در حال حاضر برای افراد چند نژادی در زمینه‌های مختلف به کار رفته‌است، از جمله مختلط، دو نژادی، چند قومیتی، گهگاهی دو قومیتی، متی (کانادا)، مولدان، رنگین‌پوستان، دوگلا، نیمه کاست، آفاکاسی، مستیسو، ملونژئون، کوادرو، اکرون، سامبو/زامبو، اوراسیایی، هاپا، هافو، گاریفونا، پاردو و گوران. تعدادی از این اصطلاحات، علاوه بر آنهایی که در ابتدا برای استفاده تحقیرآمیز ابداع شده بودند، اکنون توهین آمیز تلقی می‌شوند.